# MAN CLA
MAN CLA — крупнотоннажный грузовой автомобиль, выпускаемый компанией MAN с 2007 года. Он основан на оригинальной серии MAN L2000 (LE2000/LE). Был представлен на индийском рынке в 2007 году. Большинство CLA эксплуатируются в других странах в качестве экспортных.

## Особенности
Эксклюзивным вариантом автомобиля является шестицилиндровый дизельный двигатель с турбонаддувом объёмом 6871 см³. Он имел кодовое название D0836, его номинальная мощность составляла 220 л. с., 230 л. с., 280 л. с. или 300 л. с. Коробки передач — механические, 6- или 9-ступенчатые.